# Tour d'Hérères
La tour d'Hérères, également la tour d'Hérère, le château d'Héréraz ou la tour d'Héréraz, est l'une des tours valdôtaines médiévales plus anciennes. Elle se situe à Perloz, dans la basse vallée du Lys, en Vallée d'Aoste. Elle fait partie de l'église paroissiale Saint-Joseph de la tour d'Héréraz.

## Histoire
La tour d'Hérères remonte sans doute au début des années 1000. Elle se situe le long du Chemin de la Vallaise, reliant la Vallée d'Aoste au Piémont et, au niveau local, le chef-lieu de Perloz, appelé Véa - équivalent de Ville en patois perlois, au hameau de la tour d'Héréraz au-dessus du Lys à travers le pont de la Morette ; selon Pierre-Louis Vescoz, le chemin de la Vallaise remonterait à l'époque pré-romaine, peut-être salasse. Il a été emprunté pendant des siècles par les pèlerins se rendant au sanctuaire Notre-Dame-de-la-Garde et en général par la population locale afin d'éviter le parcours au fond de la vallée.

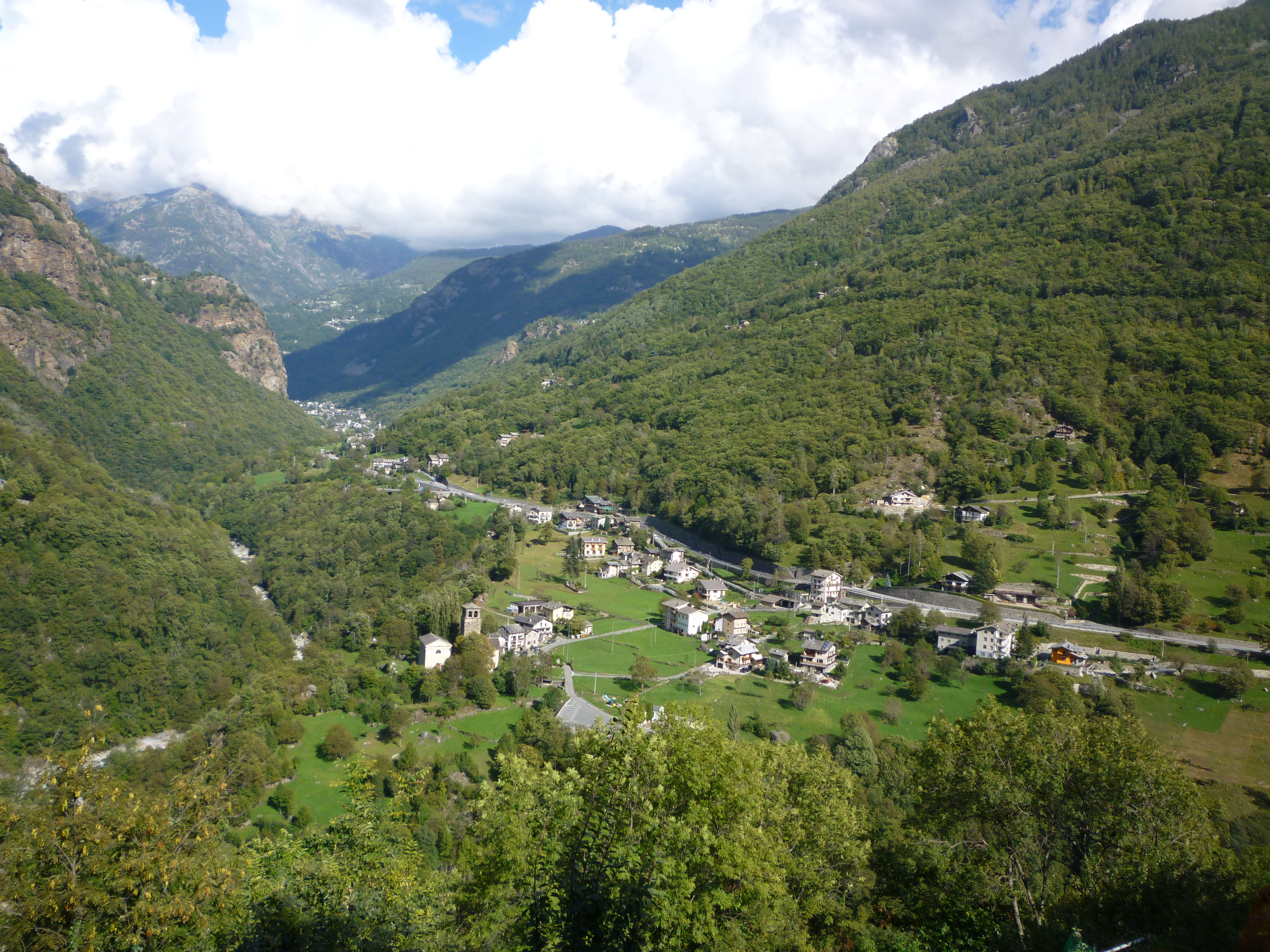
Le hameau d'Hérère

La tour tire son nom d'une branche de la Famille de Vallaise, les De Hereris ou d'Hérères, à laquelle elle appartenait, une famille noble très prospère entre les siècles XIIe et XIVe, dont la source est Arduçon de Arnado, par son fils Emeric.
À la différence des autres familles nobles valdôtaines, la relation entre la maison de Savoie et les Vallaise-d'Hérères n'a pas été linéaire : en 1321 Roffin d'Hérères cède la moitié du château d'Hérères aux Savoie, sauf que trois ans après seulement les Vallaise cherchent à le reconquérir avec les armes, sans doute pour rétablir leurs droits sur ce fief. Le bailli d'Aoste intervient pour chasser les occupants.
En 1390, le Comte Rouge octroie à Yblet de Challant sa partie du fief de la seigneurie d'Hérères. Lors de la mort d'Yblet, le château passe à son fils François de Challant.
En 1409, le comte Amédée VIII de Savoie reconnait les droits de Jean et Roulet de Vallaise, des branches des Vallaise de l'Hôtel et des Vallaise de la Côte, sur le château d'Hérères et les leur rend. Ceux-ci lui opposent leur mécontentement lorsqu'ils apprennent qu'il s'agit de droits allodiaux et non pas seigneuriaux.
La tour d'Héréraz appartient aux Vallaise au cours des siècles suivants jusqu'à quand Alessandro Guarene di Roero, fils de Rosalie de Vallaise, le vend à la paroisse, qui est bâtie en 1878 selon le projet du géomètre Pacifique Dallou de Donnas, qui transforme radicalement la structure originale.
L'église Saint-Joseph de la tour d'Héréraz s'élève aujourd'hui sur les ruines de l'ancien château.
Le chemin de la Vallaise a été rétabli en 2002 par la commune de Perloz, dans le but de valoriser également la tour par des panneaux et des bornes d'informations.
En janvier 2013, le marronnier planté en 1925 par le curé Théophile Glésaz, arbre remarquable selon la loi rég. 50/1990, a été abattu à cause de risques d'effondrement à la suite d'une infection fongique.

## Architecture
Le noyau original est en forme de donjon, comme pour la plupart des tours romaines valdôtaines, telles que la maison forte de la Tour de Ville à Arnad, la tour de la Plantaz à Gressan et la tour de l'Archet à Morgex.
La tour d'Hérères faisait partie d'un complexe fortifié de type médiéval primitif, avec une enceinte, aujourd'hui perdue, entourant le donjon central. Les pierres de l'enceinte ont été sans doute utilisées pour bâtir l'église Saint-Joseph, tandis que le donjon a été transformé en clocher en 1878.